# Cybister semirugosus
Cybister semirugosus là một loài bọ cánh cứng trong họ Bọ nước. Loài này được Harold miêu tả khoa học năm 1878.